# 日和田町梅沢
日和田町梅沢（ひわだまち うめさわ）は、福島県郡山市の大字である。郵便番号は963-0532。

## 地理
郡山市北部の日和田地区に属する。北から東にかけ西田町鬼生田、南で日和田町八丁目、南西から西にかけ日和田町、北東で日和田町高倉とそれぞれ隣接する。概ね町村制施行以前の安積郡梅沢村の流れを汲む地域である。一級水系阿武隈川左岸支流梅沢川流域を主な範囲とする。全域に水田が広がり、梅沢川左岸の中央部に集落が位置する。日和田町に所在する郡山北警察署日和田駐在所、郡山消防署日和田分署がそれぞれ管轄にあたる。

### 主な字
字
- 瀬戸山
- 川前
- 上台
- 古屋敷
- 新屋敷
- 折ノ内原

- 衛門次郎原
- 一反田
- 一反田原
- 丹波山
- 鳥喰原
- 田向

- 東
- 仲平
- 後田
- 衛門次郎
- 向田
- 上大坦

- 江向山
- 稲荷山
- 北川面
- 五葉山
- 後口山
- 折田

- 中森
- 池頭
- 唐沢

### 河川・湖沼
一級水系阿武隈川水系
- 阿武隈川
  - 梅沢川

## 歴史
- 1879年1月27日 - 旧二本松藩領梅沢村が福島県内における郡区町村制の施行により安積郡の村となる。
- 1889年4月1日 - 町村制の施行により梅沢村が周辺3村と合併し安積郡山野井村が発足する。旧梅沢村域は山野井村の大字となる。
- 1925年8月1日 - 山野井村が町制施行、改称し日和田町となり、日和田町の大字となる。
- 1965年5月1日 - 日和田町が郡山市、安積郡全町村および田村郡田村町と合併し新たな郡山市が設立され、郡山市の大字となる。

## 世帯数と人口
2024年1月1日現在の世帯数と人口は以下の通りである。
| 大字         | 世帯数  | 人口  |
| ------------ | ------- | ----- |
| 日和田町梅沢 | 204世帯 | 354人 |

## 小・中学校の学区
市立小・中学校に通う場合、学区は以下の通りとなる。
| 番地 | 小学校               | 中学校               |
| ---- | -------------------- | -------------------- |
| 全域 | 郡山市立日和田小学校 | 郡山市立日和田中学校 |

## 交通

### 鉄道
JR東日本
- 東北新幹線

### 道路
- 磐越自動車道
- 一級市道43号鬼生田日和田線
  - 鬼生田橋
- 一級市道45号八丁目高倉線

## 施設等
- 日和田公民館 梅沢分館
- 南東北総合福祉センター
- 延命寺
- 白幡神社
- 梅沢稲荷神社